# Cindy Breakspeare
Cynthia Jean Cameron Breakspeare (Toronto, Canadá; 24 de octubre de 1954), más conocida como Cindy Breakspeare, fue coronada como Miss Mundo en 1976. Se dedicó al jazz. Es la madre del ganador de tres premios Grammy y músico de reggae Damian Marley.
Hija de padre jamaiquino de ascendencia multirracial y madre canadiense de ascendencia británica, se trasladó a Jamaica cuando tenía la edad de 4 años. Ya desde muy pequeña empezó a participar en concursos de belleza como Miss Jamaica Body Beautiful y Miss Universe Bikini. En 1976 fue invitada a participar en el concurso de belleza Miss Mundo, en el cual participó y ganó. Es la segunda jamaiquina en lograr la victoria en el certamen.
Tuvo una relación con Robert Nesta Marley (Bob Marley), de la cual nació Damian Marley en 1978. Marley escribió "Turn Your Lights Down Low" acerca de su relación con ella.
Se casó en 1981 con el senador y fiscal Tom Tavares-Finson, con quien tuvo dos hijos: Christian y Leah. Breakspeare y Tavares-Finson se divorciaron en 1995.
Actualmente está casada con Rupert Bent II, piloto y guitarrista de Byron Lee & the Dragonaires.
| Predecesor: Wilnelia Merced Cruz | Miss Mundo 1976 | Sucesor: Mary Ann-Catrin Stävin |

- Datos: Q253612
- Multimedia: Cindy Breakspeare / Q253612